# Ganomalite
La ganomalite è un minerale.